# Kanfanar
Kanfanar (italsky Canfanaro) je vesnice a opčina v Chorvatsku v Istrijské župě. Nachází se asi 16 km severovýchodně od Rovinje. V roce 2011 žilo v Kanfanaru 473 obyvatel, v celé opčině pak 1 457 obyvatel.
K opčině Kanfanar připadá celkem 20 vesnic, většinou jde ale o velmi malé vesničky, z nichž pouze dvě (Marići a samotný Kanfanar) přesahují 100 obyvatel. Nejmenší samostatnou vesnicí (10 stálých obyvatel) jsou Dubravci.
- Barat – 69 obyvatel
- Brajkovići – 84 obyvatel
- Bubani – 53 obyvatel
- Burići – 81 obyvatel
- Červari – 41 obyvatel
- Dubravci – 10 obyvatel
- Jural – 15 obyvatel
- Kanfanar – 473 obyvatel
- Korenići – 40 obyvatel
- Kurili – 31 obyvatel
- Ladići – 40 obyvatel
- Marići – 121 obyvatel
- Maružini – 78 obyvatel
- Matohanci – 69 obyvatel
- Mrgani – 45 obyvatel
- Okreti – 38 obyvatel
- Putini – 46 obyvatel
- Sošići – 57 obyvatel
- Šorići – 41 obyvatel
- Žuntići – 25 obyvatel

Nad Kanfanarem se nacházejí celkem čtyři zříceniny hradů, které se jmenují Dvigrad, Moncastello, Parentin a Sveta Sofija.

## Doprava
Západně od Kanfanaru se nachází dálniční křižovatka mezi dálnicemi A8 a A9. Dálnice A8 obchází z jižní strany opčinu v zářezu pod úrovní terénu.
Kanfanar má také železniční stanici na trati Divača–Pula s odbočkou do Rovinje.